# Amblyopone noonadan
Amblyopone noonadan é uma espécie de formiga do gênero Amblyopone.